# تل صفوق
تل صفوق وأحيانا يُكتب تل صفوك هي بلدة في جنوب محافظة الحسكة، في شمال شرق سوريا. وهي مخفر حدودي إلى العراق.
ادارياً، تتبع القرية الحدودية ناحية مركدة في منطقة الحسكة. وفي تعداد 2004 ، بلغ عدد سكانها 5,781 نسمة.